# Ochrotrigona triangulifera
Ochrotrigona triangulifera är en fjärilsart som beskrevs av George Francis Hampson 1895. Ochrotrigona triangulifera ingår i släktet Ochrotrigona och familjen nattflyn. Inga underarter finns listade i Catalogue of Life.